# 1575 en arts plastiques
| Années des arts plastiques : 1572 - 1573 - 1574 - 1575 - 1576 - 1577 - 1578    |
| Décennies des arts plastiques : 1540 - 1550 - 1560 - 1570 - 1580 - 1590 - 1600 |

Cette page concerne l'année 1575 en arts plastiques.

## Œuvres

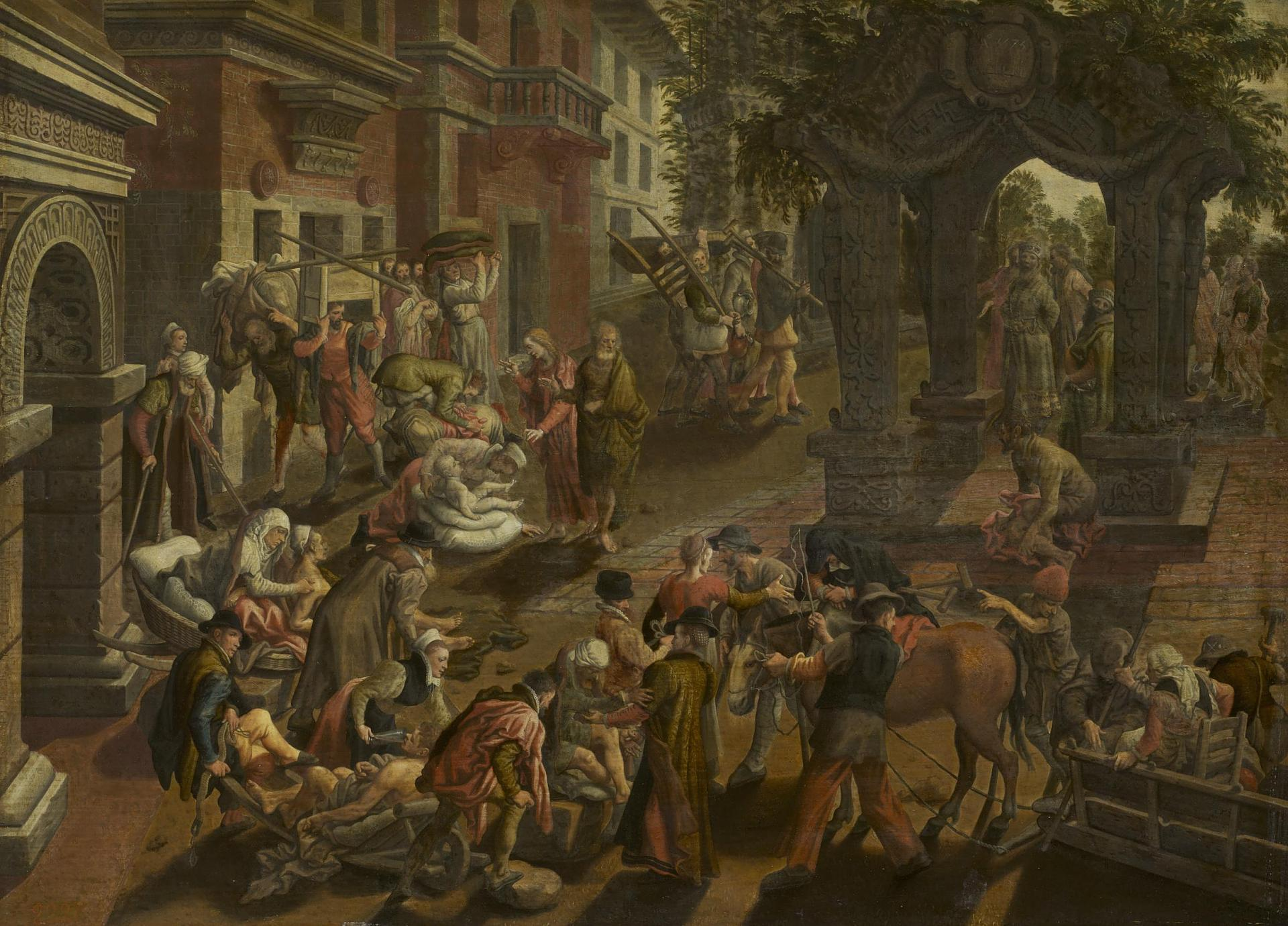
Les apôtres Pierre et Jean, toile de Pieter Aertsen.

## Naissances
- 14 février : Giovanni Andrea Donducci, peintre italien († 25 avril 1655),
- 7 avril : Girolamo Curti, peintre italien († 18 décembre 1632),
- 4 novembre : Guido Reni, peintre et décorateur italien à Calvenzano († 18 août 1642),
- ? :
  - Jean Boucher, peintre français († 1632),
  - Eugenio Cajés, peintre espagnol († 15 décembre 1634),
  - Dirck Govertsz, peintre néerlandais († 1647),
  - Li Liufang : peintre chinois († 1629),
  - Giovanni Mauro della Rovere, peintre italien de l'école lombarde († 1640),
- ? :
  - Abraham Janssens, peintre baroque flamand († 1632).
- Vers 1575 :
  - Jacques Bellange, peintre, dessinateur et aquafortiste lorrain († 1616),
  - Floris Claesz van Dijck, peintre néerlandais († 26 avril 1651),
  - Jean Le Grain, de son vrai nom Jan Ziarnko, dessinateur et graveur polonais († vers 1630).

## Décès
- 3 juin : Enterrement de Pieter Aertsen, dit Lange Pier, ou Pierre le Long, peintre flamand à Amsterdam (° 1508),
- 29 décembre : Giovanni Battista Mantuano, peintre italien maniériste et graveur de la Renaissance (° 1503),
- ? :
  - Dono Doni, peintre italien (° 1505),
  - Fermo Ghisoni da Caravaggio, peintre italien de l'école de Mantoue (° 1505),
  - Baptiste Pellerin, peintre et enlumineur français (° ?),
  - Giuseppe Porta, peintre maniériste italien de l'école vénitienne (° 1520).